# Янаки Бенов
Янаки Бенов е стопански деец и ръководител на Плевенската община през 70-те години на 19 век.
Активен деятел в борбата за независима Българска църква преди Освобождението. Участва активно в построяването на църквата „Св. Параскева“ в Плевен в периода 1870 – 1872 г. заедно със сакеларий поп Петър Каменополеца. Избират го за църковен настоятел на тази църква. 
Църковното настоятелство начело с Бенов и с помощта на известния търговец Георги Тъпчилещов, успяват да издействат султански ферман за обновяването и без да има ограничения за размера на църквата. През 1873 г. Янаки Бенов, Цвятко Станкушев, Киро Кирков, Иван Филипов, Михаил Апостолов, Цвета Ненкова и др. основават Долно-махленското читалище в Плевен.
Той е сред създателите и членовете на Долно-махленското училище (Гелевото). Дарил на Плевенската община половин дюкян на Сър пазар в гр. Плевен. Загива в началото на Освободителната война – през 1877 г. в с. Турски Тръстеник, близо до гр. Плевен. 